# Regione Nordoccidentale
La regione Nordoccidentale (ufficialmente Western North Region, in inglese) è una regione del Ghana, il capoluogo è la città di Wiawso.

## Distretti
La regione è suddivisa in 9 distretti
| Distretto                                       | Capoluogo        | Tipo                 |
| ----------------------------------------------- | ---------------- | -------------------- |
| Distretto municipale di Aowin                   | Enchi            | Distretto municipale |
| Distretto di Bia Est                            | Sefwi Adabokrom  | Distretto ordinario  |
| Distretto di Bia Ovest                          | Essam-Debiso     | Distretto ordinario  |
| Distretto municipale di Bibiani-Anhwiaso-Bekwai | Bibiani          | Distretto municipale |
| Distretto di Bodi                               | Sefwi Bodi       | Distretto ordinario  |
| Distretto di Juaboso                            | Juaboso          | Distretto ordinario  |
| Distretto di Sefwi Akontombra                   | Sefwi Akontombra | Distretto ordinario  |
| Distretto municipale di Sefwi-Wiawso            | Sefwi Wiawso     | Distretto municipale |
| Distretto di Suaman                             | Dadieso          | Distretto ordinario  |